# Диосдадо Мико
Диосдадо Мико Ејанга (шп. Diosdado Miko Eyanga; Малабо, 10. октобар 1990) екватогвинејски је пливач чија ужа специјалност су спринтерске трке слободним стилом. 

## Спортска каријера
Ејанга је учествовао на Светском првенству у великим базенима у корејском Квангџуу 2019. где је заузео званично последње 130. место у квалификацијама трке на 50 слободно испливавши своју трку за 31,78 секунди. Месец дана касније пливао је и на Афричким играма у Рабату где је био претпоследњи у квалификацијама трке на 50 слободно. 